# Гетеродонтозух
Не следует путать с гетеродонтозавром
Heterodontosuchus — сомнительный род вымерших фитозавров. Род был впервые описан по фрагментарному переднему отделу нижней челюсти, найденному в горах Генри на юго-востоке штата Юта, США. Другие окаменелости были позже найдены в Аризоне. Название Heterodontosuchus относится к разнице в размерах между передними и задними зубами на этой нижней челюсти. Зубы были сжаты в передне-заднем направлении, близко друг к другу. Этот род считается синонимом Nicrosaurus, а тип и единственный вид, H. ganei, рассматривается как сомнительный род из-за фрагментарности связанных с ним останков.